# 玛格达莱娜·施密特
玛格达莱娜·施密特（德語：Magdalena Schmidt，1949年6月30日—），德国女子竞技体操运动员。她曾代表东德参加1968年夏季奥林匹克运动会体操比赛，获得女子团体全能铜牌。